# 귀주성 전투
귀주성 전투는 1231년에 발생한 포위 공격으로, 고려가 몽골 제국에 맞서 결정적인 승리를 거둔 사건이었다. 몽골군은 압록강을 건너 고려의 국경 방어선을 거의 모두 점령했다. 그러나 몽골군은 박서 장군이 지휘하는 안주시와 귀주(지금의 구성시)에서 거센 저항에 부딪혔다.
귀주시를 점령하기 위해 살리타이는 모든 공성 무기를 사용하여 도시의 방어를 무너뜨렸다. 일련의 투석기가 도시 성벽에 바위와 녹은 금속을 발사했다. 몽골군은 공성탑과 사다리를 오르는 특수 공격팀을 배치했다. 사용된 다른 전술은 도시의 나무 문을 향해 불타는 수레를 밀고 성벽 아래에 터널을 뚫는 것이었다. 포위 공격 중에 사용된 무기 가운데 특기할만 것은 인간의 지방을 끓여서 액화시킨 화염병이었다.
포위 공격이 끝날 무렵, 일흔에 가까운 어떤 몽골 장군이 이렇게 말했다.
"내가 …(중략)… 성지(城池)에서의 공격하는 모습을 두루 보았지만 …(중략)… 끝내 항복하지 않은 것은 보지 못하였다. "
고려군은 수적으로 열세였고 30일이 넘는 잔혹한 공성전에도 불구하고 고려군은 여전히 항복을 거부했고 몽골군의 사상자가 늘어나자 몽골군은 도시를 점령하지 못하고 철수해야 했다.

## 같이 보기
- 고려-몽골 전쟁
- 한국의 역사
- 귀주 대첩